# Handysize

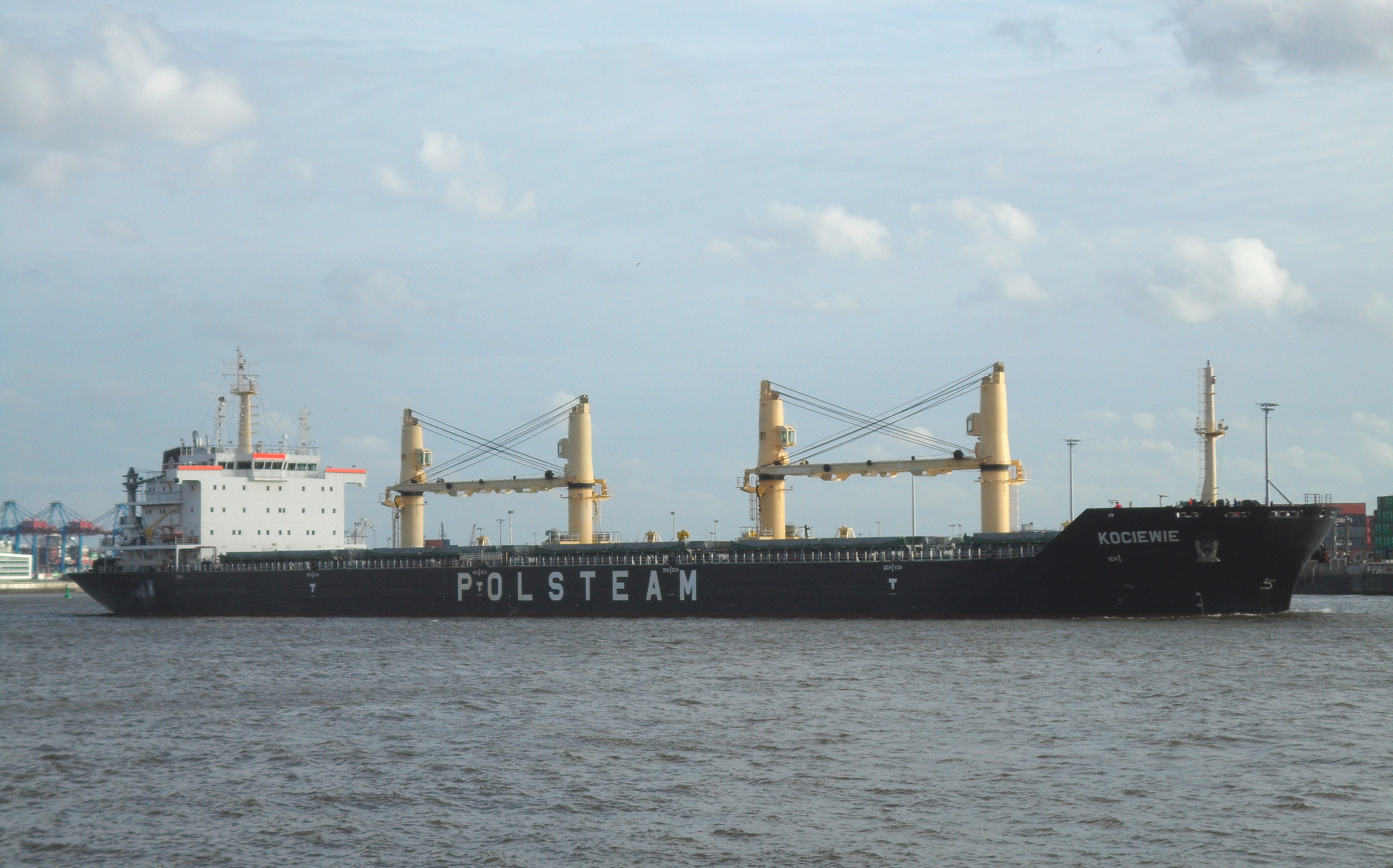
Польський балкер Kociewie в порту Гамбурга

Handysize (укр. Хендісайз) — термін морської архітектури для менших балкерів або нафтових танкерів дедвейтом до 50 000 тонн, хоча офіційного визначення щодо точного тоннажу немає. Handysize також іноді використовується для позначення діапазону до 60 000 тонн, а судна понад 35 000 тонн називаються Handymax або Supramax.

## Особливості
Їхній невеликий розмір дозволяє суднам Handysize заходити в менші порти для збору вантажів, а оскільки в більшості випадків вони «пристосовані» — тобто оснащені кранами — вони часто можуть завантажувати та вивантажувати вантажі в портах, де немає кранів чи інших систем обробки вантажів. Порівняно з більшими балкерами, Handysizes перевозить більшу різноманітність типів вантажів. До них відносяться металургійні вироби, зерно, металеві руди, фосфати, цемент, колоди, деревна тріска та інші види так званих «наливних вантажів». За чисельністю це найбільш поширений розмір балкера, з майже 2000 одиницями в експлуатації загальною вагою близько 43 мільйонів тонн[джерело?].
Балкери Handysize будуються в основному на верфях Японії, Кореї, Китаю, В'єтнаму, Філіппін та Індії, хоча кілька інших країн також мають потенціал для будівництва таких суден. Дедвейт найпоширенішого промислового стандартного балкера становить близько 32 000 DWT при літній осадці близько 10 метрів і має 5 вантажних трюмів з кришками люків з гідравлічним керуванням і чотири 30-тонні крани для обробки вантажів. Деякі розміри Handysize також оснащені стійками, щоб можна було завантажувати колоди штабелями на палубу. Такі судна часто називають «зручними лісорубами». Попри кілька останніх замовлень на нові кораблі, сектор ручних суден все ще має найвищий середній віковий профіль серед основних секторів балкерів[джерело?].

## Торгові шляхи
Сьогодні на регіональних торговельних шляхах працює більшість вантажних суден. Ці судна здатні відвідувати невеликі порти з обмеженнями по довжині та осадці, а також не мають інфраструктури для завантаження та розвантаження вантажів. Вони використовуються для перевезення невеликих насипних вантажів, часто у розмірі посилок, де окремі вантажні трюми можуть мати різні товари. Їхні сухі навалювальні вантажі включають залізну руду, вугілля, цемент, фосфат, готову сталеву продукцію, дерев'яні колоди, добрива та зерно[джерело?].